# Selecció de futbol de Sèrbia i Montenegro
La Selecció de futbol de Sèrbia i Montenegro era l'equip representatiu del país a les competicions oficials. Controlada per l'Associació de Futbol de Sèrbia i Montenegro, era membre de la UEFA.
Després del desmembrament de Iugoslàvia el 1991, els territoris de Sèrbia i Montenegro es van agrupar formant la República Federal de Iugoslàvia, estat que va canviar de nom pel de Sèrbia i Montenegro el 2003.
Després de la fi de la Copa del Món 2006, la selecció de Sèrbia i Montenegro va ser dissolta, ja que el 3 de juny de 2006 Montenegro va declarar oficialment la seva independència. En conseqüència, es van formar les seleccions de Sèrbia (considerada per la FIFA com la successora de l'antiga selecció de Sèrbia i Montenegro) i la de Montenegro.

## Estadístiques
- Participacions en la Copa del Món = 2
- Primera Copa del Món = 1998
- Millor resultat a la Copa del Món = Vuitens de final (1998)
- Participacions en l'Eurocopa = 1
- Primera Eurocopa = 2000
- Millor resultat a l'Eurocopa = Quarts de final (2000)
- Participacions olímpiques = 0
- Primers Jocs Olímpics = Sense participació
- Millor resultat olímpic = Sense participació
- Primer partit com a Rep. Fed. d'Iugoslàvia

| Brasil | 2–0 | Rep. Fed. de Iugoslàvia |
| ------ | --- | ----------------------- |
|        |     |                         |

 Porto Alegre, (Brasil)        
- Primer partit com a Sèrbia i Montenegro

| Sèrbia i Montenegro | 2–2 | Azerbaidjan |
| ------------------- | --- | ----------- |
|                     |     |             |

 Podgorica, (Montenegro)        
- Últim partit

| Sèrbia i Montenegro | 2–3 | Costa d'Ivori |
| ------------------- | --- | ------------- |
|                     |     |               |

 Múnic, (Alemanya)        
- Major victòria

| Illes Fèroe | 1–8 | Rep. Fed. de Iugoslàvia |
| ----------- | --- | ----------------------- |
|             |     |                         |

 Toftir, (Illes Fèroe)        
- Major derrota

| Sèrbia i Montenegro | 0–6 | Argentina |
| ------------------- | --- | --------- |
|                     |     |           |

 Gelsenkirchen, (Alemanya)        

## Participacions en la Copa del Món
- Des de 1930 a 1990 - Vegeu  Iugoslàvia

Selecció de la Rep. Fed. d'Iugoslàvia
- 1994 - Suspesa per la Guerra de Iugoslàvia
- 1998 - Vuitens de final - 10è lloc
- 2002 - No es classificà

Selecció de Sèrbia i Montenegro
- 2006 - Primera fase - 32è lloc

Posteriorment, vegeu  Sèrbia

## Participacions en l'Eurocopa
- Des de 1960 a 1992 - Vegeu  Iugoslàvia

Selecció de la Rep. Fed. d'Iugoslàvia
- 1996 - Suspesa per la Guerra de Iugoslàvia
- 2000 - Quarts de final

Selecció de Sèrbia i Montenegro
- 2004 - No es classificà

Posteriorment, vegeu  Sèrbia

## Jugadors històrics
- Mateja Kežman
- Dejan Savićević
- Dragan Stojković
- Vladimir Jugović
- Siniša Mihajlović
- Savo Milošević
- Predrag Mijatović
- Dejan Stanković
- Nikola Žigić